# Звор
Звор (укр. Звір) — село в Ралевской сельской общине Самборского района Львовской области Украины.
Население по переписи 2001 года составляло 396 человек. Занимает площадь 8,47 км². Почтовый индекс — 81484. Телефонный код — 3236.